# Lars Aldman
Lars Fredrik Aldman född 5 juni 1951 i Bromma, Stockholm, är en svensk nyhetsreporter, radioman och musiker. Han är son till Arne Aldman.
1971 fick han en praktikplats på lokalradion i Borås. Han kom att stanna på Sveriges Radio och Sveriges Television under resten av sin karriär.
Aldman spelade under senare delen av 1970-talet in två musikalbum, vilka utgavs på skivbolaget Nacksving. På det första medverkade musiker som Bengt Blomgren och Bernt Andersson, båda från Nynningen, men senare bildade han ett eget band, Haffsorkestern, vilket bestod av Stefan Sandberg (gitarr, saxofon), Pelle Ohlsson (fiol, flöjt, gitarr), Kjell Bengtsson (bas, mandolin) och Mikael Gyllenstig (trummor). 
Aldman blev parhäst till Tomas Tengby på Sveriges Radios ungdomsredaktion i Göteborg, bland annat i programmet Vågspel med luren. Han ledde musikprogrammen Bommen och Lilla Bommen som sändes i Sveriges Radio P3, 1983-1991 där han introducerade ny alternativ musik i genrer som post-punk och indie för en svensk publik.
Under åren hade Aldman flera olika journalistiska och tekniska roller på Sveriges Television i Växjö, Göteborg och Malmö. Han gick i pension därifrån under sommaren 2018.
Sedan 2016 är Lars Aldman gift med Veronica Rönnlund, journalist och fotograf i Helsingborg. 

## Diskografi
- 1975 – Nånting har hänt... (LP, Nacksving 031-03)
- 1977 – Gud hjälpe! ("Lars Aldman & Haffsorkestern", LP, Nacksving 031-14)
- 1978 – Från flykt till kamp (diverse artister, LP, Nacksving 031-15)

## Filmografi
- 2005 – Tjenare kungen